# Benik Jlgatian
Benik Jlgatian –en armenio, Բենիկ Խլղաթյան– (Seván, 11 de febrero de 2000) es un deportista armenio que compite en tiro, en la modalidad de pistola. En los Juegos Europeos de Cracovia 2023 consiguió una medalla de plata en la prueba de pistola 10 m mixto.

## Palmarés internacional
| Juegos Europeos | Juegos Europeos     | Juegos Europeos  | Juegos Europeos    |
| Año             | Lugar               | Medalla          | Prueba             |
| --------------- | ------------------- | ---------------- | ------------------ |
| 2023            | Breslavia (Polonia) | Medalla de plata | Pistola 10 m mixto |